# ماجرای پیشانی سپید
«ماجرای پیشانی سپید»، یکی از ۵۶ داستان کوتاه شرلوک هلمز نوشته سر آرتور کانن دویل و یکی از ۱۲ موردی است که به عنوان خاطرات شرلوک هلمز جمع آوری شده‌است که اولین بار در دسامبر ۱۸۹۲ در مجله استرند منتشر شد.
دویل " پیشانی سپید " را از ۱۹ داستان شرلوک هلمز مورد علاقه خود در رتبه سیزدهم قرار داد. یکی از مشهورترین داستان‌های کوتاه شرلوک هلمز، " پیشانی سپید " بر ناپدید شدن اسب مسابقه (برنده معروف، متعلق به سرهنگ راس) در آستانه یک مسابقه مهم و قتل ظاهری مربی آن تمرکز دارد.

## خلاصه داستان
شرلوک هلمز و شریکش دکتر واتسون با قطار به دارتمور می‌روند تا جنایتی مبنی بر ناپدید شدن اسب بزرگ مسابقه که پیشانی سپید نام دارد و قتل مربی اسب، جان استراکر را بررسی کنند. هولمز و واتسون به کینگز پایلند می‌رسند که محلی است که پیشانی سپید از آنجا گم شده‌است. کتابفروش فیتزروی سیمپسون به دارتمور (و به‌طور خاص به کینگز پایلند) آمده بود تا اطلاعاتی در مورد پیشانی سپید و همتای ثابتش بایارد جمع‌آوری کند. او شبی که پیشانی سپید ناپدید شده بود به خدمتکار استراکر و پسر اصطبل دار نزدیک شده بود و به همین دلیل به جرم قتل دستگیر شده‌است. با این حال به نظر هولمز، تعدادی واقعیت وجود دارد که نشان می‌دهد سیمپسون قاتل نیست و قضیه چیز دیگری است. به عنوان مثال عجیب به نظر می‌رسد که او اسب را به سمت حیاط هدایت می‌کند تا او را مجروح یا بکشد در حالی که می‌تواند درست در اصطبل آن کار را انجام دهد. او نمی‌توانست حیوان را دزدیده باشد. چنین نژاد اصیل معروف چه فایده ای برای او دارد؟ چرا در جستجوی محلی پیشانی سپید پیدا نشده‌است؟ سیمپسون با او چه کرده‌است؟
شرلوک هلمز به زودی پیشانی سپید را به معنای واقعی کلمه ردیابی می‌کند: رد پاهای او (همراه با یک مرد) به وضوح در خاک قابل مشاهده است، هر چند به صورت متناوب. هولمز همچنین استدلال می‌کند که چرا پلیس با وجود نگاه درست به اسب نتوانسته اسب را پیدا کند. هولمز امنیت پیشانی سپید را تضمین می‌کند و ذهن او را به جنبه‌های دیگر پرونده معطوف می‌کند.
جان استراکر مربی پیشانی سپید، در اثر ضربه به جمجمه کشته شده‌است، تصور می‌شود که سیمپسون با «وکیل پنانگ» با یک عصای چوبی به سر او ضربه زده و او را به قتل رسانده‌است. کراوات سیمپسون نیز در دست استراکر یافت می‌شود و یک کت به یک درخت که در آن نزدیکی بود آویزان شده بود. یک چاقو نازک جراحی در محل جنایت یافت می‌شود-یک چاقو با ظاهر بسیار ظریف و دارای تیغه کوچک. دکتر واتسون، از تجربیات پزشکی خود، آن را به عنوان یک چاقوی آب مروارید که برای ظریف‌ترین عمل جراحی استفاده می‌شود و برای این منظور مفید است، شناسایی می‌کند، اما این چاقو به عنوان سلاح نامناسب است. علاوه بر این، به نظر می‌رسد که ران پای استراکر با همان چاقو کی صده دیده‌است.
یکی از پسرهای مسئول اصطبل به نام ند هانتر، شب جنایت در نگهبانی بود، اما ثابت می‌شود که در غذایش پودر تریاک ریخته شده و این باعث شده بود که او به خواب برود. هیچ‌کس دیگری که گوشت گوسفندی که با ادویه کاری آماده شده بود دچار مشکل نشده بود، اما هانتر روز بعد دچار گیجی شدیدی شد. جیب‌های استراکر شامل دو مورد جالب بود: یک شمع پیه و یک فیش خرید (از جمله چیزهای دیگر) یک لباس ۲۲ گینه، ساخته شده ویلیام دربیشایر.
دیگر موارد جالبی که توجه شرلوک را به خود جلب می‌کرد این بود که سگی نگهبان در اصطبل وجود داشت که به تمامی افراد غریبه پارس می‌کرد و مورد دیگر شکلی بود که برای چندین گوسفندی که در همان اصطبل نگهداری می‌شدند پیش آمده بود.
نقاط قوت هولمز او را در حل کردن این راز کمک می‌نماید و نشان می‌دهد که چه شرورانی در آنجا افشا می‌شوند. او از مغازه آسیاب در لندن دیدن می‌کند و با استفاده از عکس استراکر مشخص می‌کند که استراکر به عنوان دربیشایر ظاهر شده‌است. این امر انگیزه او را ثابت می‌کند: او یک معشوقه با سلیقه‌های گران‌قیمت داشت و سعی می‌کرد بر نتیجه مسابقه تأثیر بگذارد تا مبلغ هنگفتی برای خود به دست آورد. گوشت گوسفندی سرخ کرده با ادویه کاری نیز یک سرنخ بود. فقط چنین غذای تندی می‌توانست طعم تریاک اضافه شده به غذا را پنهان کند و این برای سیمپسون غیرممکن بود که برای مقاصد خود غذایی با چاشنی بسیار آماده کند؛ بنابراین، یکی از اعضای خانواده باید این ایده را طرح کرده و عملی کرده باشد - یعنی خود استراکر.
«حادثه عجیب سگ در شب» به راحتی قابل توضیح است: سگ هیچ سر و صدایی نداشت، زیرا هیچ غریبه ای در آنجا نبود. همان‌طور که هلمز توضیح می‌دهد: «من اهمیت سکوت سگ را درک کرده بودم، زیرا یک استنباط واقعی همیشه دیگران را نشان می‌دهد … بدیهی است که بازدید کننده نیمه شب کسی بود که سگ او را به خوبی می‌شناخت.» این استراکر بود که پیشانی سپید را از اصطبل خود بیرون آورد و او را به سمت مور برد. هدف استراکر از انجام این کار استفاده از چاقوی آب مروارید برای وارد آوردن جراحت خفیف به یکی از پاهای اسب بود که او را موقتاً به گونه ای لنگ می‌کرد که در معاینه غیرقابل تشخیص بود و بنابراین احتمالاً تحت فشار قرار می‌گرفت. او فکر کرده بود که از کروات سیمپسون به عنوان یک زنجیر برای نگه داشتن پای اسب برای بریدن آن استفاده کند. اما در عوض، زمانی که اسب احساس خطر نمود وحشت زده شده و به سر استراکر لگد زده و همین باعث کشته شدن استراکر می‌گردد. استراکر برای تمرین قبلاً با آن چاقو به چند گوسفند نیز آسیب زده بود.
البته دغدغه اصلی سرهنگ روس این است که اسب خود را به سلامت برگرداند. هولمز تصمیم می‌گیرد تا به راس نگوید اسبش کجا بوده‌است (هرچند او از قبل می‌دانسته‌است) تا بعد از جام وسکس، که توسط پیشانی سپید برنده می‌شود. در ابتدا سرهنگ اسب خود را نمی‌شناسد، زیرا علائم سفید این حیوان با رنگ پوشانده شده‌است. یکی از همسایگان سرهنگ به نام سیلاس براون از اسب مراقبت می‌کرد. او اسب را پیدا کرده بود که در اطراف سرگردان بود و او را در انبار خود پنهان کرده بود. هولمز سپس جزئیات پرونده را قدم به قدم برای رضایت سرهنگ، واتسون و بازرس گرگوری توضیح می‌دهد.
گرگوری یکی از کارآمدترین کارآگاهان پلیس است که هولمز در طول دوران حرفه ای خود با آن کار می‌کند. او قبل از ورود هولمز تحقیقات کاملی در مورد جنایت انجام می‌دهد و تمام شواهدی را که هولمز برای حل پرونده نیاز دارد جمع‌آوری می‌کند. هلمز خاطرنشان می‌کند که گرگوری «یک افسر فوق العاده خوب» است و مشاهده می‌کند و می‌گوید تنها ویژگی ای که او ندارد قوه تخیل است – این توانایی که بتواند آنچه را که ممکن است در یک موقعیت خاص اتفاق افتاده باشد را تصور کرده و بر اساس آن عمل کند.